# Rolla (Kansas)
Rolla – miasto w Stanach Zjednoczonych, w stanie Kansas, w hrabstwie Morton.